# جبار (الشرية)

تعديل مصدري - تعديل

جبار هي إحدى قرى عزلة آل غنيم بمديرية الشرية التابعة لمحافظة البيضاء، بلغ تعداد سكانها 611 نسمة حسب تعداد اليمن لعام 2004.